# ピーナッツ (映画)
『ピーナッツ』（Peanuts）は、2006年1月28日公開の日本映画。内村光良（ウッチャンナンチャン）の初映画監督作品で、草野球を題材にしたコメディ作品。

## 概要
監督・脚本（益子昌一と共同）・主演の3役を内村光良が務めた。内村自身がかねてから「究極の目標」と語っていた映画監督に初めて挑んだ本作は、2004年夏頃に自ら書き下ろした脚本を映画関係者に見せたところ、話がとんとん拍子に進み製作に至ったという。
出演者にテレビ朝日系列のバラエティ番組『内村プロデュース』で共演しているさまぁ〜ず、TIM、ふかわりょうらを起用。同番組の裏側の模様をセミ・ドキュメンタリーとして映像に収めていたことが本作のきっかけとなった。また、彼らの普段の会話の中から映画の題材である野球の発想も生まれており、本作は「『内P』の卒業制作」「メモリアル映画」とも位置づけられる。
タイトル『ピーナッツ』の由来について、内村は「（脚本の）第一稿を書いた時は千葉が舞台だったので、千葉の名産品ということで付けた。あと隠語で『はした金』、落花生の花言葉では『仲良し』の意味もある」と答えている。
プロデューサーに『世界の中心で、愛をさけぶ』や『いま、会いにゆきます』を手掛けた春名慶を迎え、音楽監督を出演者のふかわ扮する「ロケットマン」が務めた。その他カメオ出演として、内村と専門学校時代からの友人である入江雅人や、内村とバラエティ番組で共演した中島知子、原田泰造、ウド鈴木ら、また映画『サヨナラCOLOR』で内村をキャストに起用した竹中直人といった面々が出演している。
劇中の草野球チーム「ピーナッツ」の白と黄色を基調としたユニフォームは、内村監督自身思い入れがあるというアメリカ映画『がんばれ!ベアーズ』（1976年）を模したものであり、劇中の台詞に同作に出演したテータム・オニールの名が登場するなど、各所に同作へのオマージュが込められている。また、本作後半に登場する野球の試合のシーンは、主要キャスト陣のほとんどが野球経験者（特にTIMの2人は甲子園出場経験がある）ということもあり、スタントマンやCG合成などの技術は一切使わず、すべてキャスト本人たちが実際に演じている。
公開直前には内村監督以下出演者陣が、テレビ・雑誌等のメディアに多数登場し宣伝を行った。この中で内村と対談も行った高須光聖は、その後自身の出演するラジオ番組の中で、「誰も傷つかない、ウッチャンらしい映画」と評している。

## あらすじ
かつての名門草野球チーム「ピーナッツ」において伝説の三塁手と呼ばれた主人公・秋吉光一は、ふとした事から今や弱小チームと化してしまったピーナッツの建て直しに取り掛かる。キャプテン・相良たちの住む街の再開発の是非を懸けて、ピーナッツは強豪チームと戦うことになるが･･･。
平均年齢35歳のおじさんになった元野球小僧たちが、人生に悩みつつも前を向いて生きていく勇気を取り戻していく姿をコミカルに描いた青春群像劇。

## 沿革
2005年
- 4月22日 本読み（DVD『裏ピーナッツ』より）。
- 5月2日 クランクイン。撮影期間は1ヶ月の予定で、神奈川県横浜市・山梨県富士吉田市などでロケーションを敢行。
- 5月12日より同年5月30日 - 6月1日のエキストラ募集（マセキ芸能社公式サイト・ウッチャンナンチャンページ等にて）。
- 6月3日・6日のエキストラを急遽募集。
- 6月6日 予定から3日遅れてクランクアップ。
- 6月7日 『内村プロデュース』公式サイトにクランクアップの記載が出る。
- 6月11日 東京全日空ホテル（東京・赤坂）にてクランクアップ会見を行う（会見出席者：内村、さまぁ〜ず、TIM、ふかわりょう、佐藤めぐみ）。
  - ラジオ『ウンナンタイム』にてリスナーの投稿から撮影風景を語られる。
- 6月11日 打ち上げ（『裏ピーナッツ』より）。
- 7月23日 『ウンナンタイム』にて編集完了、音付けに進んだ事を語る。
- 9月24日 『ウンナンタイム』にてアフレコ完了を報告。
  - 番組内で、このアフレコは技術的原因のものではなく、演技を補うものであると語る。
  - 音楽をふかわりょうが担当している事を発表、意外な出来栄えの良さに「そっちの道へ進みなさい」と勧める。
- 10月9日 ダビング作業完了。
- 10月20日 公式サイトが仮開設。
- 10月21日 公式サイトに特別鑑賞券発売情報掲載。
- 10月23日 『内村プロジェクト』番組内で25組50名に特典付のチケットをプレゼント。
- 10月24日 0号試写が行われる。
- 10月27日 初号試写が行われる（11月5日放送の『ウンナンタイム』や関係者のブログより推測）。
- 10月29日 特別鑑賞券発売開始（上映館で数量限定、購入特典有）。
  - 特典：繰り返し使用可 『富士沢きらきら通り商店街公認 エコカイロ』
- 10月30日 公開日が配給元公式サイトに載る。翌10月31日には公式サイトにて発表。
- 11月5日 『ウンナンタイム』にて0号・初号試写の様子、公開日、渋谷Q-AXシネマのこけら落し作品である事を発表。
- 11月20日 ふかわのメールマガジンに試写会の模様、音楽を担当した感想が載る。
- 上記同日 メイキングDVD『裏ピーナッツ』の発売予定がHMV公式サイトに載る。
- 11月26日 『ウンナンタイム』よりマスコミ（記者）試写会が徐々に開かれている事を語る。
- 12月9日 公式サイトが正式開設。撮影の裏話などを掲載。
- 12月23日 公式サイトにて5週にわたり毎週金曜日にオリジナル壁紙プレゼントスタート

2006年
- 1月18日 ナビゲートDVD『裏ピーナッツ』発売。
- 1月20日 劇中に登場する書籍、秋吉光一著『されど草野球 〜あれから10年〜』を発売。
- 1月21日 テレビ朝日系列 『ドスペ2』にて公開記念特別番組『今夜はピーナッツ』を放送。
- 上記同日 1月28日の渋谷Q-AXシネマでの初日舞台挨拶のチケット発売。わずか8分で完売。
- 1月22日 「秋吉光一」による書籍『されど草野球 〜あれから10年〜』発売記念握手会が開催（紀伊国屋新宿南店で14：00 - ）。
- 上記同日 テレビ朝日1階特別会場にて、『内村プロデュース』DVD発売記念イベントが開催。裏話等を語り、約300人とメンバーが握手をする。
- 1月24日 渋谷Q-AXシネマにて完成披露試写会開催。内村、さまぁ〜ず、TIM、ふかわ、佐藤めぐみが会見。
- 1月25日 主題歌『君の中の少年』を収録したNO PLANのアルバム『LAST PLAN』、『ピーナッツ』サウンドトラック盤が発売。
- 1月28日 渋谷Q-AXシネマ他にて単館拡大で公開。メインキャスト陣で初日舞台挨拶を行う。
- 1月30日・2月6日 テレビ朝日系『アメトーク』に出演。各出演者の自信のシーン等を紹介。
- 2月27日 3月1日 - 31日まで渋谷Q-AXシネマにて大ヒット御礼キャンペーンが発表される。
- 3月1日 - 31日 大ヒット御礼キャンペーン
  - 概要：期間中に渋谷Q-AXで本作を鑑賞し専用用紙で応募すると、プレミアグッズを抽選で20名にプレゼント。
  - 主なプレゼント内容：監督並び各出演者の直筆コメント色紙・メンバーサイン入りポスター・御礼舞台挨拶招待券
- 4月9日 大ヒット御礼舞台挨拶（渋谷Q-AXシネマにて10：00上映回終了後 内村、さまぁ〜ず、TIM、ふかわが出席）
- 8月4日 DVD『ピーナッツ プレミアム・エディション』発売。
- 8月5日 DVD発売記念イベント開催（内村、さまぁ〜ず、TIM、ふかわが出席）。

2007年
- 2月10日 WOWOWで全編放送。

## 出演者
「ピーナッツ」メンバー
- 秋吉光一（スポーツライター、ピーナッツ伝説のサード）: 内村光良（ウッチャンナンチャン）
- 相良和雄（酒屋店主、ピーナッツ主将、ショート兼ピッチャー）: 三村マサカズ（さまぁ〜ず）
- 文野正樹（無職、ファースト）: 大竹一樹（さまぁ〜ず）
- 勝田一鉄（小料理屋主人、ピーナッツの元エースピッチャー）: ゴルゴ松本（TIM）
- 赤岩登（保育士、ピーナッツの元4番打者、キャッチャー）: レッド吉田（TIM）
- 宮本良一（CDショップ店長、ライト）: ふかわりょう
- 草野みゆき（草野の娘、セカンド）: 佐藤めぐみ
- 秋山ハルオ（クリーニング店 長男、キャッチャー兼セカンド）: 飯尾和樹（ずん）
- 秋山ナツオ（クリーニング店 次男、レフト）: 青木忠宏
- 秋山アキオ（クリーニング店 三男、センター）: 藤重政孝
- 草野務（商工会長、ピーナッツ監督）: ベンガル

メンバーを取り巻く人々
- 相良まりこ（相良の妻）: 中島ひろ子
- 相良しおり（相良の娘）: 日向ななみ（当時：山内菜々）
- 赤岩アカネ（赤岩の妻、ピーナッツマネージャー）: 奥貫薫
- 勝田トスカーニャ（一鉄の妻）: Adeyto（Laura Windrath）
- 宮島百合子（秋吉の恋人）: 桜井幸子

ニュータウンズ
- 大崎健二（東和ニュータウン開発 社長）: 小木茂光
- 渋谷武志（東和ニュータウン開発 社員）: 松村雄基
- 田中（ニュータウンズ監督）: 高杉亘
- 藤ノ木（ニュータウンズ投手）: 浜田学
- 杉本（ニュータウンズ捕手）: 上地雄輔
- 川上（ニュータウンズ遊撃手）: 松林慎司

ほか
その他
- 宮本良一の両親: ふかわりょうの両親
- アゴ男爵（フリーター）: 有田哲平（くりぃむしちゅー）
- 園部修二（秋吉の先輩、編集者）: 入江雅人
- ミキ（文野の元妻）: 中島知子（元オセロ）
- 警官: 原田泰造（ネプチューン）
- スポーツショップの客: ウド鈴木（キャイ〜ン）
- 駅員: 出川哲朗[1]
- 飲み屋の客: 竹中直人
- 金融会社の事務OL: いとうあさこ

ほか

## スタッフ
- 監督: 内村光良
- 脚本: 内村光良、益子昌一
- 音楽: ロケットマン、梅堀淳
- 製作: 柵木秀夫、長澤一史、亀山慶二、安永義郎、工藤浩之、白内寿一
- 企画プロデューサー: 春名慶
- プロデューサー: 田村正裕、古郡真也
- 協力プロデューサー: 山本隆司
- 撮影: 谷川創平
- 照明: 木村伸
- 録音: 内田誠
- 美術製作: 津留啓亮
- 美術進行: 大倉謙介
- 編集: 田口拓也
- VFXディレクター: 山本雅之
- VFXスーパーバイザー: 稲葉貞則
- サウンドデザイナー: 藤村義孝
- 助監督: 長瀬国博
- 製作担当: 白石治
- アクション監督: 山田一善
- 宣伝プロデューサー: 岡ゆかり
- 宣伝: DROP.
- 主題歌: NO PLAN 『君の中の少年』（作詞・作曲・編曲: 馬場俊英、アルバム『LAST PLAN』収録）
- 「ピーナッツ製作委員会」: マセキ芸能社、コムストック、テレビ朝日、博報堂DYメディアパートナーズ、ケイマックス、イキナエンタテインメント
- 製作プロダクション: ウイルスプロダクション
- 配給: コムストック

## 関連商品
DVD
- 裏ピーナッツ（ナビゲートDVD、2006年1月18日）
- ピーナッツ プレミアム・エディション（2006年8月4日）

CD
- オリジナルサウンドトラック『ピーナッツ』（ロケットマン、2006年1月25日）

書籍
- されど草野球 〜あれから10年〜（秋吉光一著、2006年1月20日）
  - 内村が著者「秋吉光一」として、劇中に登場する書籍を実際に出版した。
- キネマ旬報臨時増刊号『kinezo』 - 『ピーナッツ』&『内村プロデュース』特集（2006年1月25日）